# آریالور
آریالور (به انگلیسی: Ariyalur) یک منطقهٔ مسکونی در هند است که در تامیل نادو واقع شده‌است. آریالور ۲۸٬۹۰۲ نفر جمعیت دارد و ۷۶ متر بالاتر از سطح دریا واقع شده‌است.